# Stefan Zweig
Stefan Zweig (Beč, 28. studenog 1881. − Petrópolis pokraj Ria de Janeira, 23. veljače 1942.), austrijski je književnik. Postao je poznat po svojim stilistički briljantno psihologijski analiziranim esejima, novelama, biografijama i romanima. 

## Životopis
Stefan Zweig je rođen u Beču, 28. studenog 1881., u bogatoj obitelji austrijskih Židova, kao drugi sin uspješnog industrijalca Moritza koji je imao tekstilnu manufakturu. Majka Ida Brettauer potjecala je iz bogate talijansko-židovske bankarske obitelji i odrasla je u Anconi gdje je njen otac 20 godina trgovao. Stefan je imao djetinjstvo bogataškog djeteta. Još dok je bio u školi počeo je pisati pjesme i članke i objavljivati ih po novinama, a istovremeno je pisao svim živućim književnicima obožavateljska pisma. Kako su mu velikani odgovarali, Zweig je iza sebe ostavio više od 30.000 pisama. Počeo je sakupljati i rukopise. Kada je navršio 16 godina imao je originale rukopisa i Gothea i Beethovena, Napoleonova naredba vojsci, rukopis jednog Balzacovog romana, Nietzscheov i Goetheov rukopis, pa notne zapise Bacha, Handela, Schuberta, Brahmsa, i Chopina. Imao je i Leonardove tekstove i crteže, a kasnije je ta kolekcija postala jednom od najvažnijih u Europi i sadrži prava mala bogatstva poput kataloga Mozartovih Mozartovih radova koje je skladatelj sam napisao ili Beethovenovog pisaćeg stola.
Djetinjstvo i mladost Zweiga doba je zlatnog Beča. Nije prakticirao vjeru i rekao kako su njegovi roditelji slučajno rođeni u židovskoj obitelji. On se od mladosti osjećao Bečaninom, građaninom tog grada koji vrvi intelektualnom elitom, ali i građaninom svijeta. Stefan je, nakon završene gimnazije studirao na bečkom sveučilištu germanistiku i romanistiku i doktorirao filozofiju s 23 godine. Pisao je pjesme pod utjecajem Rilkea, dobio nagradu za poeziju Bauernfeld tada jednu od najviših nagrada u Austriji, objavio je knjigu stihova, preveo Verlaineove najbolje pjesme i pisao priče. Zweig je bio fasciniran s biografskim i psihološkim aspektima u stvaranju umjetničkih djela, rekao je da je otuda i njegova potreba za kolekcionarstvom, a Zweigova je žena Friderike kasnije rekla kako je to bila "Stefanova želja da pobjegne od svakodnevnih stvari u krug velikih postignuća."
Dok je studirao objavio je dvije knjige poezije a radovi su mu se pojavili u tadašnjim najtiražnijim bečkim dnevnim novinama. Iz Beča je otišao na studij u Berlin gdje ga je zabljesnuo društveni život. Upoznavao je Berlin, trčao na sve premijere u kazališta, morao je pročitati sve nove naslove knjiga, proučiti sve nove forme kulture.
Počeo je pisati drame i čudio se što su kazališta postavila komade po njegovim djelima, a publika bila oduševljena. Napisao je i prve romane koji će zapravo dominirati njegovim književnim opusom. Zweigu je novela pasala, odgovarala je njegovom senzibilitetu kao format čija atmosfera strogo kontrolira senzacionalizam, a fokus ima na jednom, dramatičnom preokretu. Najpoznatija i najuspješnija rana novela bila je Goruća tajna o dječaku koji na ljetovanju u toplicama s mamom ne prepoznaje kako muškarac, koji se s njim sprijateljio, koristi to poznanstvo samo kako bi zaveo njegovu majku. Kako se veza razvija mali je isključen malo po malo iz odnosa mame i njegovog znanca i bijesan odluči osujetiti odrasle. 
U Pariz je Zweig otišao 1904. godine. Živio je u Rimu, Firenci, u Provansi, Španjolskoj, Africi... Posjetio je u Engleskoj London i Bath, putovao po Središnjoj i Sjevernoj Americi 1912. (SAD, Kanada, Kuba i Meksiko), a godinu 1910. je proveo u Indiji. Tu je još i Moskva i SSSR 1935. i 1938. pa Južna Amerika 1935. (Rio de Janeiro, Buenos Aires). Uostalom, Hesse ga je zvao Leteći Salzburžanin.
Tijekom Prvog svjetskog rata, Zweig je postao pomalo pacifist, pomalo internacionalist. Nisu ga unovačili za front već ga poslali da radi u Austrijskom ratnom arhivu gdje ga je šokiralo sve što je vidio – razorene gradove na sjevernom djelu austrijskog carstva i osakaćene vojnike koje su prevozili u bolničkom vlaku. Kad je izbio Prvi svjetski rat bio je u Beču pa se priključio švicarskom krugu "intelektualnog internacionalizma". Postratna atmosfera ga je užasavala i zgadila mu se pa je otišao u Salzburg, ali sjene Drugog svjetskog rata počele se sve jače zaklanjati europsko sunce.
Kad je preselio u Salzburg 1919. dovoljno daleko od Beča, Zweig je odlučio da je njegovo pisačko šegrtovanje gotovo. Sljedeće je desetljeće pisao uglavnom romane i biografske eseje. Knjige su se jako dobro prodavale a njegova je slava bila upravo nevjerojatna. Tokom 1920-ih i 1930-ih, bio je jedan od najprodavanijih pisaca Europe i svijeta, među najprevođenijim je književnicima njemačkog govornog područja sve do Drugog svjetskog rata (preveli su ga na tridesetak jezika). Čitali su ga u Americi, Europi i Južnoj Americi ali su ga i dalje Britanci – ignorirali. 
Nad Europom se nadvijao novi rat a Hitler se sve brže uspinjao na političkoj ljestvici. Zweigove knjige su kao židovske ubrzo osudili i kasnije zabranili. Nakon Njemačke i u Austriji su nacionalsocijalisti bili u usponu i agitirali za uniju s Njemačkom. Nacizam se počeo širiti i prvo su u Münchenu na lomačama spalili Zweigove knjige. Potom je za vrijeme previranja 1934. policajac došao u salzburšku kuću Zweigovih i zahtijevao da ga puste unutra kako bi provjerio ima li oružja. Čim su otišli Zweig je spakirao kovčege, na brzinu spremio stvari, podjelio na čuvanje svoje rukopise, većinu iz kolekcije prodao i otišao za London u listopadu 1933. gdje je nešto prije već boravio i imao unajmljen stan. Nikada se više nije vratio u Austriju. Predvidio je Anschluss, a Englesku je odabrao jer mu je davala anonimnost, nevažnost i izolaciju. Ni u jednoj drugoj europskoj državi zbog popularnosti to ne bi imao. Vratio se u Austriju samo da stavi kuću u Salzburgu na prodaju i posjeti mamu u Beču ali je njegov austrijski život bio završen.
Ubrzo nakon što se smjestio u Londonu Zweig je počeo vezu s 27 godina mlađom njemačkom Židovkom Charlotte Lotte Elizabeth Altmann. I ona je izbjegla u Englesku. U nju se Stefan zaljubio bezglavo, a i nju je osvojio pisac. Zweig je tražio tajnicu koja podjednako dobro zna njemački i engleski i poznaje književnost pa su mu preporučili Lotte. Ona je zaslužna za biografiju Mary Stuart jer je tipkala, pomagala u istraživanjima, putovala sa Zweigom i ispunila ga novom energijom. Mnogi opisi o Mary zapravo su opisi Lotte.
Iako je volio biti u Londonu poželio je putovati. Posjetio je Ameriku, pa onda Južnu Ameriku. Bio je gost PEN-ovog ogranka u Argentini i gost brazilske vlade jer su njegova djela prevedena na španjolski i portugalski bila jako popularna. Tog je kolovoza 1936. prvi puta posjetio i planinski gradić nedaleko Ria de Janeira, Petrópolis. Brazil ga je osvojio. Sreo je mnoge već izbjegle prijatelje, sreo se s agentom Alfredom Cahnom, oduševljen i očaran Zweig se ipak vratio u Europu.
Zweig je tijekom boravka u Engleskoj ostao bez austrijske putovnice, jer je Njemačka anektirala Austriju i odmah donijela niz antisemitskih zakona. Židovima su tom prilikom ukinuta sva prava. Sva je imovina Zweigovima oduzeta, kao i njegovom izdavaču, pa zbog toga ovaj književnik nije imao tantijeme. Zapravo, nije imao ništa osim njemačke putovnice koja je bila bezvrijedna jer u Njemačku nije mogao. Zato je podnio zahtjev za britansko državljanstvo iako je želio otputovati u SAD. Britanski Home Office izdao mu je papire pa se krajem 1938. ukrcao na brod SS Normandie i otplovio za New York.
New York je vrvio izbjeglim intelektualcima Europe i iako bi takvo mjesto po svemu sudeći bilo idealno za Zweiga njega je to bacalo u depresiju jer nije mogao ne misliti o sudbini Europe. Tako je nakon Londona i New Yorka dvije godine lutao po svijetu. Nakon turneje po Južnoj Americi, odselio se sa suprugom Lotte u Brazil. Činilo mu se to idealnim rješenjem, a Brazil zemljom budućnosti. Doselio u Petrópolis, planinskom gradiću 68 km sjeverno od Ria de Janeira. 
Izvršio je samoubojstvo trovanjem u Petrópolisu, 23. veljače 1942. godine. Supruga i on su umrli zajedno s rukom u ruci, a dan prije toga je završio s uređivanjem rukopisa Jučerašnjeg svijeta, knjige koja se može čitati i kao skup razloga zbog kojih se jedan tako uspješan i cijenjen čovjek odlučio ubiti. Stefan Zweig je svojom smrću postao svjetska vijest broj jedan, ali i snažna politička izjava. Vijest je bila na naslovnicama svih svjetskih novina kao važna vijest, velika, tragična i od svjetskog značaja. The New York Times je na naslovnici objavio vijest o samoubojstvu Zweiga uz članak o kretanju japanske vojske na Baliju i predsjedničke adrese Roosevelta.

## Nasljeđe
Rukopisi koje je sakupljao danas su dio British Library i u State University of New York at Fredonia. Britancima su dio zbirke donirali nasljednici 1986. godine i tu su note Bacha, Wagnera, Haydna, Glucka, Debussyja, Schoenberga, Ravela, Weberna, Berga i Schütza, Mahlera te taj slavni Mozartov "katalog" – "Verzeichnüß aller meiner Werke".
Akademska godina 1993. – 1994.  na College of Europe nazvana je po Zweigu. Osim Pisma i Marie Antoinette nedavno je na film Wes Anderson prebacio i The Grand Budapest Hotel. Film počinje scenom u kojem tinejdžerica posjećuje oltar Piscu koji je nacionalno blago. To je – Zweig.

## Djela
- Žarka tajna (1911.)
- Zvjezdani sati čovječanstva (1927.),
- Nestrpljivo srce (1938.)
- Fouche (1930.)
- Marie Antoinette: Slika jednog osrednjeg karaktera (1932.)
- Triumf i tragika Erazma Rotterdamskog (1934.)
- Maria Stuart (1935.)
- Šahovska novela (1941.)
- Balzac (1946.)

## Vanjske povezice
Stefan Zweig – Europljanin, zlatni dečko Beča, leteći Salburžanin i pisac koji nije mogao podnijeti zlo  Arhivirana inačica izvorne stranice od 21. rujna 2021. (Wayback Machine)